# Eukiefferiella oxoniana
Eukiefferiella oxoniana är en tvåvingeart som beskrevs av Pankratova 1950. Eukiefferiella oxoniana ingår i släktet Eukiefferiella och familjen fjädermyggor. Inga underarter finns listade i Catalogue of Life.